# Dub letní u loděnice v Malšovicích
Dub letní u loděnice v Malšovicích je památný strom – dub letní nacházející se u slepého ramene řeky Orlice u loděnice u obce Malšovice v okrese Hradec Králové. Dub je chráněn jako významná krajinná dominanta a esteticky významný strom.

## Popis
- výška: 18 m
- obvod kmene: 400 cm[1]

## Památné a významné stromy v okolí
- Dub u slepého ramene v Malšovicích